# Justicia scheidweileri
Justicia scheidweileri é uma espécie de  planta do gênero Justicia e da família Acanthaceae.

## Taxonomia
A espécie foi descrita em 1988 por Victoria Anne Wassell Graham.
Os seguintes sinônimos já foram catalogados:  
- Porphyrocoma lanceolata  Hook.
- Amphiscopia pohliana  (Nees) Nees
- Amphiscopia pohliana angustifolia  (Nees) Nees
- Dianthera pohliana  (Nees) Voss
- Orthotactus pohlianus  Nees
- Orthotactus pohlianus angustifolius  Nees
- Porphyrocoma pohliana  (Nees) Lindau
- Dianthera pohliana  (Nees) G.Nicholson

## Forma de vida
É uma espécie terrícola, herbácea e subarbustiva.

## Conservação
A espécie faz parte da Lista Vermelha das espécies ameaçadas do estado do Espírito Santo, no sudeste do Brasil. A lista foi publicada em 13 de junho de 2005 por intermédio do decreto estadual nº 1.499-R.

## Distribuição
A espécie é endêmica do Brasil e encontrada nos estados brasileiros de Bahia, Espírito Santo, Minas Gerais, Rio de Janeiro e São Paulo.
A espécie é encontrada no domínio fitogeográfico de Mata Atlântica, em regiões com vegetação de floresta ombrófila pluvial.